# HMS Brilliant (F90)
La HMS Brilliant (F90) fue una fragata Clase Broadsword, perteneciente a la Marina Real británica de 1981 a 1996. Combatió en la Guerra de las Malvinas ocurrida en 1982, contra Argentina. En 1996 fue vendida a Brasil. Sirvió en la Marina de Brasil con el nombre de Dodsworth (F47). En 2004 la fragata fue retirada y desguazada.

## Construcción
La Broadsword fue ordenada el 7 de septiembre de 1976 e iniciada el 25 de marzo de 1977 en Yarrow. Fue botada el 15 de diciembre de 1978 y finalmente entregada el 15 de mayo de 1980.